# Шэнэхэнские буряты
Шэнэхэ́нские буря́ты (бур. Шэнэхээнэй буряадууд) — этнотерриториальная группа в составе бурятского этноса. Проживают в местности Шэнэхэн Эвенкийского хошуна городского округа Хулун-Буир Внутренней Монголии.

## Этноним
Название образовано от бурятского слова «шэнэхэн» — «довольно новый», «новый». В данном контексте подразумевается как «новая земля» или «новое место жительства».

## История
Заселение бурятами степей Шэнэхэна началось в 1903 году и продолжалось до 1930-х годов. Основная масса переселенцев была с территории современного Агинского Бурятского округа, в частности, с берегов Онона и Торея, Адун-Челона, Борзи, Харанора, Хада Булака.
В 1918 году 6 представителей бурятского национального движения во главе с М. Н. Богдановым и Базарын Намдыком выехали в Маньчжурию, где заключили договор о расселении бурят в местности Шэнэхэн. В этом же году первые 700 жителей Агинского аймака тайно бежали в Шэнэхэн.
Основными причинами эмиграции бурят из Российской империи и СССР послужило несколько причин:
1. нехватка пастбищных земель из-за массового переселения крестьян из западных районов России;
2. революции и гражданская война;
3. коллективизация конца 1920-х — начала 1930-х годов.

Таким образом, были три большие волны миграции.
Правительство Китая выделило новым своим согражданам территорию площадью около 9 тыс. км², ныне являющейся частью Эвенкийского хошуна Хулун-Буирского городского округа Внутренней Монголии.
Организация их местного самоуправления соответствовала административной структуре Хулун-Буира, введенной еще во времена Цинской империи. Китайскими властями была создана специальная административная единица — бурятский хошун (уезд), включавший четыре сомона (удела). Были назначены администраторы из числа переселенцев.
В настоящее время шэнэхэнские буряты живут оседло в двух сомонах (Баруун Сомон — ‘Правый, или Западный сомон’, Зүүн Сомон — ‘Левый, или Восточный сомон’). По данным Шэнэхэнского музея, их численность составляет 7632 чел.: в Зүүн Сомоне (Восточном сомоне) проживает 3012 чел., в Баруун Сомоне (Западном сомоне) — 2240 чел., в других местах — 2380 чел.
Численность шэнэхэнских бурят оценивается в пределах от 6 до 10 тысяч человек. Информация носит неофициальный характер, поскольку они не выделяются в качестве отдельной этнической группы, и властями их численность отдельно не фиксируется. По мнению шэнэхэнского летописца Цоктын Жамсо, численность шэнэхэнских бурят в Китае в последние годы составляет около 6,5 тысяч человек, и эта цифра почти не изменяется на протяжении десятилетий.
Не получая импульсов к интеграции со стороны принимающего общества, община замкнулась в себе, законсервировав жизненно важную в этой ситуации систему традиций. Фактором сплочения была ламаистская религия. Еще не преодолев первых трудностей на новом месте, беженцы принялись за строительство дацана. Отмечаются традиционные праздники и обряды, сохранилась национальная одежда. Несмотря на этнокультурное, религиозное, языковое родство с соседями, смешанных браков с ними почти не было, тенденция к растворению в культурно близкой монголоязычной среде не проявилась. Судьбу группы определило уникальное сочетание ее полной незаинтересованности в аккультурации (тем более, — ассимиляции) в принимающем обществе с отсутствием внешнего давления последнего.
Одной из опор замкнутости стала память об «исторической родине» и осознание группы ее «осколком», о чем свидетельствуют тщательно сохраняемые мифы и фольклорные произведения. После открытия границы с Россией возобновились связи с «исторической родиной». В 1990-е годы в Россию приехало около 300 шэнэхэнских бурят. Сейчас их около 400 (300 в Бурятии и 100 в Агинском округе). Мотивы возвращения были разными: ностальгическими («родина предков»), экономическими (поиск новых возможностей), образовательными (в рамках существующих льготных программ).

## Родоплеменной состав
Откочевавшая группа состояла в основном из агинских бурят (преимущественно представителей восьми хоринских родов), небольшой части баргузинских и селенгинских бурят. В составе агинских бурят традиционно выделяют 8 хори-бурятских родов: харгана, хуацай, галзут, саган, шарайт, хубдут, бодонгут и хальбан. Кроме этого, в составе агинских бурят также отмечены хори-бурятский род худай и бурятский род сахалтуй. Также по соседству с агинскими бурятами проживают ононские хамниганы. Небольшой процент бурятских эмигрантов в Шэнэхэне составляют выходцы из Баргузинского, Хоринского, Бичурского, Селенгинского, Джидинского аймаков Бурятии. По информации шэнэхэнских бурят, в Хулун-Буире проживают потомки не только забайкальских бурят, но и выходцы из Предбайкалья: потомки боханских (идинских) и балаганских бурят.

## Фотогалерея
Шэнэхэнские буряты. Лето 2017 года.